# OpenBSD
OpenBSD es un sistema operativo tipo Unix, libre y de código abierto centrado en la seguridad que pertenece a la familia de sistemas operativos BSD.
El proyecto OpenBSD se enfoca en cinco características fundamentales que le permiten desarrollar un sistema operativo libre, seguro y multiplataforma: la portabilidad, estandarización, correctitud, seguridad proactiva y la criptografía integrada.
OpenBSD se destaca por su compromiso con la excelencia en estas áreas, lo que lo convierte en una opción confiable para usuarios y organizaciones preocupados por la seguridad y la estabilidad en sus sistemas informáticos. La portabilidad garantiza que el sistema pueda ejecutarse en una amplia variedad de plataformas, mientras que la estandarización asegura la coherencia y compatibilidad en el desarrollo del software. La correctitud se refiere a la precisión y confiabilidad del código, lo que reduce los errores y aumenta la robustez del sistema. La seguridad proactiva implica una actitud preventiva frente a las amenazas, mientras que la criptografía integrada asegura la protección de datos y comunicaciones.
La denominación "Open" en el nombre OpenBSD hace referencia a la accesibilidad del código fuente del sistema operativo, al modelo de desarrollo abierto y a la amplia gama de plataformas de hardware que admite.

## Historia
En diciembre de 1994 se le pidió a Theo de Raadt, un miembro fundador del proyecto NetBSD, que renunciara al equipo central de NetBSD por desacuerdos y conflictos con los demás miembros del equipo de NetBSD. 
En octubre de 1995, De Raadt fundó OpenBSD, un nuevo proyecto bifurcado de NetBSD 1.0. La versión inicial, OpenBSD 1.2, se realizó en julio de 1996, seguida de OpenBSD 2.0 en octubre del mismo año. Desde entonces, el proyecto ha publicado una versión cada seis meses, cada una de ellas con un año de soporte.
El 25 de julio de 2007 el desarrollador de OpenBSD, Bob Beck, anunció la creación de la Fundación OpenBSD, una organización canadiense sin ánimo de lucro formada para "actuar como un único punto de contacto para las personas y organizaciones que necesiten una entidad legal con la que tratar cuando deseen apoyar a OpenBSD".

## Estadísticas de uso

Gráfico de barras que muestra la proporción de usuarios de cada variante de BSD de una encuesta de uso de BSD de 2005 de 4330 usuarios.

- En septiembre de 2005, BSD Certification Group encuestó a 4330 usuarios individuales de BSD, mostrando que el 32,8 % usaba OpenBSD,[8] por detrás de FreeBSD con un 77 %, por delante de NetBSD con un 16,3 % y DragonFly BSD con un 2,6 %.

Sin embargo, los autores de esta encuesta aclararon que no es "exhaustiva" ni "completamente precisa", ya que la encuesta se difundió principalmente a través de listas de correo, foros y boca a boca. Esto, combinado con otros factores, como la falta de un grupo de control, un proceso de preselección o un alcance significativo fuera de la comunidad BSD, hace que la encuesta no sea confiable para juzgar el uso de BSD a nivel mundial.

## Usos

### Dispositivos de red
OpenBSD cuenta con una pila de red TCP/IP que le habilita para funcionar como enrutador o punto de acceso inalámbrico. Sus notables mejoras en seguridad, junto con su capacidad criptografía integrada y filtro de paquetes, lo hacen adecuado para tareas de seguridad, como cortafuegos, sistemas de detección y puertas de enlace VPN.
Varios sistemas propietarios se basan en OpenBSD, incluidos dispositivos de Armorlogic (cortafuegos de aplicaciones web Profense), Calyptix Security, GeNUA, RTMX, y vantronix.

### Sistemas operativosforáneos
Algunas versiones de los Servicios de Microsoft para UNIX, una extensión del sistema operativo Windows para proporcionar una funcionalidad similar a la de Unix, utilizan gran parte del código base de OpenBSD que se incluye en la suite de interoperabilidad Interix, desarrollada por Softway Systems Inc., que Microsoft adquirió en 1999. Core Force, un producto de seguridad para Windows, se basa en el PF de OpenBSD. El firewall PF también se encuentra en otros sistemas operativos: incluidos FreeBSD, y macOS.

### Computadoras/Ordenadores personales
OpenBSD se envía con Xenocara, una implementación del sistema X Window, y es adecuado como sistema operativo de escritorio para computadoras personales, incluidas las portátiles.: xl  A partir de septiembre de 2018, OpenBSD incluye aproximadamente 8000 paquetes en su repositorio de software, incluyendo entornos de escritorio como Lumina, GNOME, KDE Plasma 4 y Xfce, y navegadores web como Firefox y Chromium. El proyecto también incluye tres gestores de ventanas en la distribución principal: cwm, FVWM (parte de la configuración predeterminada para Xenocara), y twm.

### Servidores
OpenBSD cuenta con una conjunto completo de programas para brindar servicios para servidor y puede configurarse como: servidor de correo electrónico, servidor web, servidor FTP, servidor DNS, firewall, servidor de archivos NTF o cualquier combinación de estos.
Desde la versión 6.8, OpenBSD también se ha enviado con soporte nativo en el kernel en WireGuard.

## Seguridad

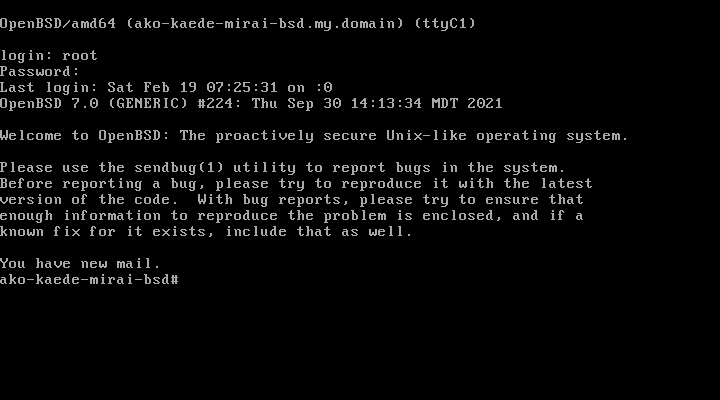
Captura de pantalla de OpenBSD 7.0 en modo de consola de texto

Poco después de la creación de OpenBSD, una empresa local de software de seguridad llamada Secure Networks (más tarde adquirida por McAfee) se puso en contacto con De Raadt. Estaban desarrollando una herramienta de auditoría de seguridad de red llamada Ballista, que tenía como objetivo encontrar y explotar fallas de seguridad de software. Esto coincidió con el interés de De Raadt en la seguridad, por lo que los dos cooperaron antes del lanzamiento de OpenBSD 2.3. Esta colaboración ayudó a definir la seguridad como el enfoque del proyecto OpenBSD.
OpenBSD incluye numerosas funciones diseñadas para mejorar la seguridad, como:
- Alternativas seguras a las funciones POSIX en la biblioteca estándar de C, como strlcat para strcat y strlcpy para strcpy[32]
- Alteraciones de la cadena de herramientas, incluido un comprobador de límites estáticos[33]
- Técnicas de protección de memoria para protegerse contra accesos no válidos, como ProPolice y la función de protección de página W^XFuerte criptografía y aleatorización[34]
- Restricciones de acceso al sistema de archivos y llamadas al sistema para limitar las capacidades del proceso[35]

Para reducir el riesgo de una vulnerabilidad o mala configuración que permita la escalada de privilegios, se han escrito o adaptado muchos programas para hacer uso de la Separación de privilegios, la revocación de privilegios y el chroot. La separación de privilegios es una técnica pionera en OpenBSD e inspirada en el principio de privilegio mínimo, donde un programa se divide en dos o más partes, una de las cuales realiza operaciones privilegiadas y la otra, casi siempre la mayor parte del código, se ejecuta sin privilegios.
La revocación de privilegios es similar e implica que un programa realice las operaciones necesarias con los privilegios con los que comienza y luego los elimine. El chroot implica restringir una aplicación a una sección del sistema de archivos, prohibiéndole el acceso a áreas que contienen archivos privados o del sistema. Los desarrolladores han aplicado estas mejoras a las versiones de OpenBSD de muchas aplicaciones comunes, como tcpdump, file, tmux, smtpd y syslogd.
Los desarrolladores de OpenBSD jugaron un papel decisivo en la creación y el desarrollo de OpenSSH (también conocido como OpenBSD Secure Shell), que se desarrolla en los repositorios OpenBSD CVS. OpenBSD Secure Shell se basa en el SSH original.
Apareció por primera vez en OpenBSD 2.6 y ahora es, con mucho, el cliente y servidor SSH más popular, disponible en muchos sistemas operativos.
El proyecto tiene una política de auditar continuamente el código fuente en busca de problemas, trabajo que el desarrollador Marc Espie ha descrito como "nunca terminado... más una cuestión de proceso que de la búsqueda de un error específico". Continuó enumerando varios pasos típicos una vez que se encuentra un error, incluido el examen de todo el árbol de fuentes en busca de problemas iguales y similares, "tratando de averiguar si la documentación debe modificarse" e investigando si "es posible para aumentar el compilador para advertir sobre este problema específico".

## Registro de seguridad
El sitio web de OpenBSD presenta una referencia destacada al registro de seguridad del sistema. Hasta junio de 2002, decía:

Ningún fallo de seguridad remoto en la instalación por defecto en los últimos 6 años!.

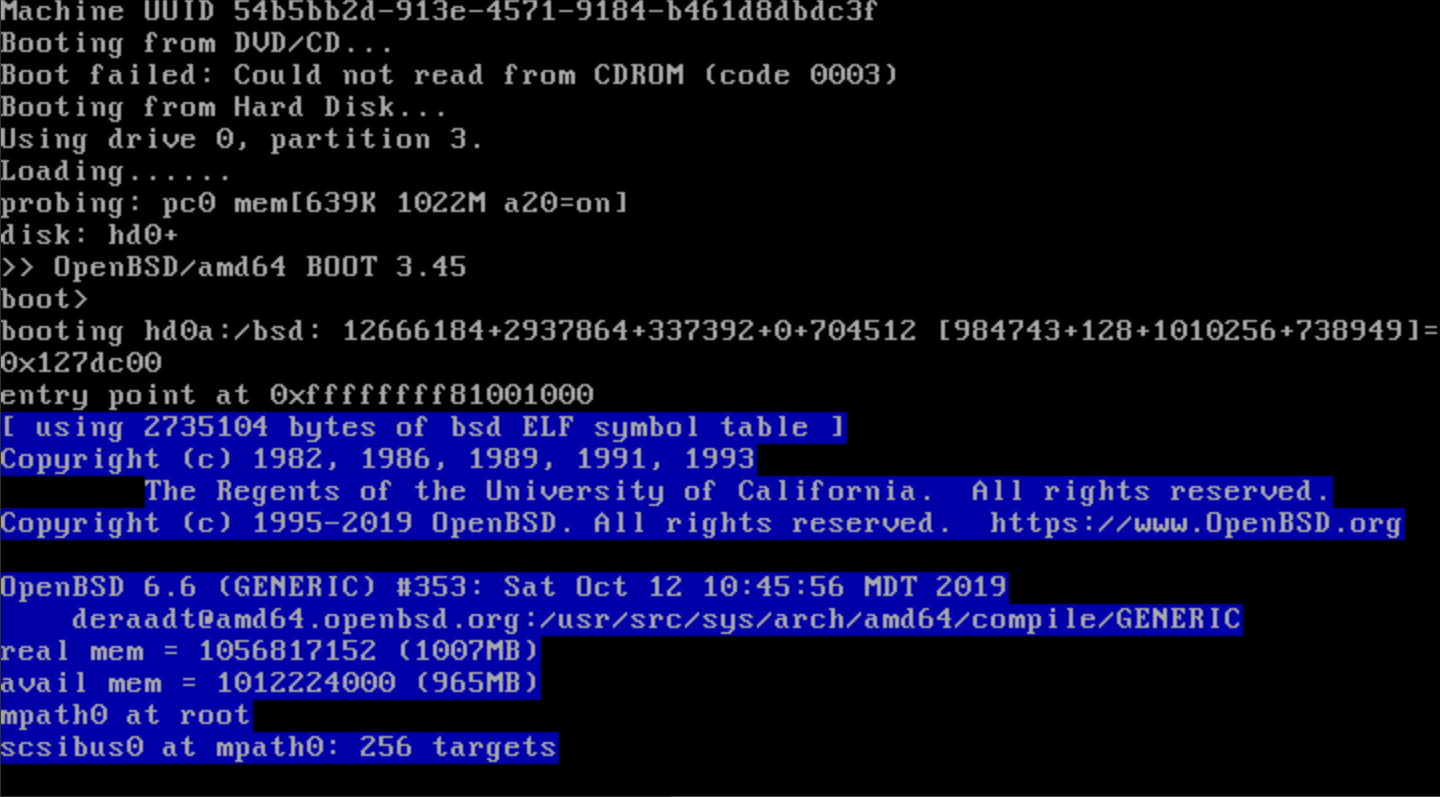
Mensajes durante el arranque de OpenBSD 6.6

En junio de 2002, Mark Dowd de Internet Security Systems reveló un error en el código OpenSSH que implementaba la autenticación de desafío-respuesta.
Esta vulnerabilidad en la instalación predeterminada de OpenBSD permitía a un atacante acceder de forma remota a la cuenta raíz, lo que era extremadamente grave no solo para OpenBSD, sino también para la gran cantidad de otros sistemas operativos que usaban OpenSSH en ese momento.
Este problema requirió el ajuste del eslogan en el sitio web de OpenBSD para:

¡Un agujero remoto en la instalación predeterminada, en casi 6 años!

La cita se mantuvo sin cambios con el paso del tiempo, hasta el 13 de marzo de 2007, cuando Alfredo Ortega de Core Security Technologies reveló una vulnerabilidad remota relacionada con la red. La cita se cambió posteriormente a:

Sólo dos agujeros en la instalación predeterminada, en muchísimo tiempo

Una de las ideas fundamentales detrás de OpenBSD es un impulso para que los sistemas sean simples, limpios y seguros de forma predeterminada. La instalación predeterminada es bastante mínima, lo que según el proyecto es para garantizar que los usuarios novatos "no necesiten convertirse en expertos en seguridad de la noche a la mañana", lo que encaja con las prácticas de auditoría de código y código abierto que se consideran elementos importantes de un sistema de seguridad.
Algunas personas han criticado este lema ya que casi nada está activado en la instalación por defecto de OpenBSD, y las versiones estables han incluido software en el que posteriormente se encontraron agujeros de seguridad. El equipo de programadores de OpenBSD mantiene que el eslogan se refiere una instalación por defecto del sistema operativo, y que es correcto ajustándose a su definición.
Una de las innovaciones fundamentales del proyecto OpenBSD es introducir el concepto del sistema operativo «Seguro por Defecto». Según la ciencia de la seguridad informática es estándar y además fundamental activar la menor cantidad posible de servicios en máquinas que se encuentren en producción. Incluso sin tener en cuenta esta práctica, OpenBSD es considerado un sistema seguro y estable.
Más recientemente, muchas nuevas tecnologías han sido integradas en el sistema, incrementando aún más su seguridad. Desde la versión 3.3, ProPolice está activado por defecto en el compilador GCC, garantizando protección adicional ante ataques de desbordamiento de pila. En OpenBSD 3.4, esta protección fue activada también en el núcleo. OpenBSD también implementa el sistema W^X (pronunciado W XOR X), que es un esquema de gestión de memoria de gran detalle, que asegura que la memoria es editable o ejecutable, pero jamás las dos, proveyendo así de otra capa de protección contra los desbordamientos de búfer. Separación de privilegios, revocación de privilegios y carga de librerías totalmente aleatoria también contribuyen a aumentar la seguridad del sistema.
En mayo de 2004, OpenBSD/sparc fue más allá en la protección de la pila, añadiendo StackGhost.
Un analizador estático de dimensiones fue añadido al compilador, que intenta encontrar fallos comunes de programación en tiempo de compilación. Se puede usar Systrace para proteger los puertos del sistema.
OpenBSD usa un algoritmo de cifrado de contraseñas derivado del Blowfish de Bruce Schneier. Este sistema se aprovecha de la lentitud inherente del cifrado del Blowfish para hacer la comprobación de contraseñas un trabajo muy intensivo para la CPU, dificultando sobremanera el procesamiento paralelo. Se espera que así se frustren los intentos de descifrado por medio de fuerza bruta.
Debido a todas estas características, OpenBSD se usa mucho en el sector de seguridad informática como sistema operativo para cortafuegos y sistemas de detección de intrusos. El filtro de paquetes de OpenBSD, pf es un potente cortafuegos desarrollado a causa de problemas con la licencia de IPFilter. OpenBSD fue el primer sistema operativo libre que se distribuyó con un sistema de filtrado de paquetes incorporado.

## Compatibilidad de hardware
Las plataformas y dispositivos compatibles se enumeran en las Notas de Plataformas Soportadas por OpenBSD (OpenBSD Supported Platforms Notes).
Otras configuraciones también pueden funcionar, pero simplemente aún no se han probado ni documentado. Las listas aproximadas extraídas automáticamente de ID de dispositivos admitidos están disponibles en un repositorio de terceros.
En 2020, se introdujo un nuevo proyecto para recoger automáticamente información sobre las configuraciones de hardware probadas.

## Subproyectos
Muchos proyectos de código abierto comenzaron como componentes de OpenBSD, incluidos:
- bioctl, una interfaz genérica de administración de RAID similar a ifconfig
- CARP, una alternativa gratuita a los protocolos de redundancia HSRP/VRRP patentados de Cisco
- cwm, un administrador de ventanas apilables
- doas, un reemplazo más seguro para sudo
- OpenBSD httpd,[52][53] una implementación de httpd
- hw.sensors, un framework de sensores utilizado por más de 100 controladores.
- LibreSSL, una implementación de los protocolos SSL y TLS, bifurcado de OpenSSL 1.0.1g3[54]
- OpenBGPD, una implementación de BGP-4[55]
- OpenIKED[56]
- OpenNTPD, una alternativa más simple al daemon NTP de ntp.org[57]
- OpenOSPFD, una implementación de OSPF[55]
- OpenSMTPD, un daemon SMTP compatible con IPv4/IPv6, PAM, Maildir y dominios virtuales[58]
- OpenSSH, una implementación de SSH[59]
- PF, un cortafuegos con estado IPv4/IPv6 con NAT, PAT, QoS y soporte de normalización de tráfico
- pfsync, un protocolo de sincronización de estado de firewall para PF con soporte de alta disponibilidad usando CARP
- sndio, un framework compacto de audio y MIDI.
- spamd, un filtro de spam con soporte de listas grises (greylisting) diseñado para interoperar con PF
- Xenocara, una infraestructura de compilación X.Org personalizada[60]

Algunos subsistemas se han integrado en otros sistemas operativos BSD, y muchos están disponibles como paquetes para su uso en otros sistemas similares a Unix.
El administrador de Linux, Carlos Fenollosa, comentó sobre el cambio de Linux a OpenBSD que el sistema es fiel a la Filosofía de Unix de herramientas pequeñas y simples que funcionan bien juntas: "Algunos componentes básicos no son tan ricos en funciones, a propósito. Dado que el 99 % de los servidores no necesita la flexibilidad de Apache, httpd de OpenBSD funcionará bien, será más seguro y probablemente más rápido". Él caracterizó la actitud de la comunidad de desarrolladores hacia los componentes como: "Cuando la comunidad decide que algún módulo apesta, desarrollan uno nuevo desde cero. OpenBSD tiene su propio NTPd, SMTPd y, más recientemente, HTTPd. Funcionan muy bien". Como resultado, OpenBSD es relativamente prolífico en la creación de componentes que se vuelven ampliamente reutilizados por otros sistemas.
OpenBSD ejecuta casi todos sus daemons estándar dentro de las estructuras de seguridad chroot y privsep de manera predeterminada, como parte del fortalecimiento del sistema base.
El Calgary Internet Exchange se formó en 2012, en parte para satisfacer las necesidades del proyecto OpenBSD.
En 2017, Isotop, se comenzó a desarrollar un proyecto francés que tiene como objetivo adaptar OpenBSD a computadoras de escritorio y portátiles, usando Xfce y luego dwm.

## Componentes de terceros
OpenBSD incluye varios componentes de terceros, muchos con parches específicos de OpenBSD, como X.Org, Clang (el compilador predeterminado en varias arquitecturas), GCC, Perl, NSD, Unbound, ncurses, GNU binutils, GDB y AWK.

## Distribución
OpenBSD está disponible libremente en varias formas: el código fuente puede recuperarse mediante CVS y las versiones binarias y las instantáneas de desarrollo pueden descargarse mediante FTP, HTTP y rsync. Los CD-ROM preempaquetados hasta la versión 6.0 pueden solicitarse en línea por un módico precio, completo con una variedad de calcomanías y una copia del tema principal del lanzamiento. Estos, con sus obras de arte y otras bonificaciones, han sido una de las pocas fuentes de ingresos del proyecto, hardware de financiación, servicio de Internet y otros gastos. A partir de la versión 6.1, los conjuntos de CD-ROM ya no se publican.
OpenBSD proporciona un Sistema de gestión de paquetes para una fácil instalación y administración de programas que no forman parte del sistema operativo base. Los paquetes son archivos binarios que se extraen, administran y eliminan mediante las herramientas de paquetes. En OpenBSD, la fuente de los paquetes es el sistema de puertos, una colección de Makefiles y otra infraestructura necesaria para crear paquetes. En OpenBSD, los puertos y el sistema operativo base se desarrollan y lanzan juntos para cada versión: esto significa que los puertos o paquetes lanzados con, por ejemplo, 4.6 no son adecuados para usar con 4.5 y viceversa.

## Canción y Arte
Inicialmente, OpenBSD utilizó una versión con aureola de la mascota daemon de BSD dibujada por Erick Green, a quien De Raadt pidió que creara el logotipo para las versiones 2.3 y 2.4 de OpenBSD. Green planeó crear un daemon completo, incluyendo cabeza y cuerpo, pero sólo la cabeza se completó a tiempo para OpenBSD 2.3. El cuerpo, así como la horquilla y la cola, se completaron para OpenBSD 2.4.9
En versiones posteriores se usaron variaciones como un demonio policía de Ty Semaka, pero finalmente se optó por un pez globo llamado Puffy. Desde entonces Puffy ha aparecido en material promocional de OpenBSD y en canciones y material gráfico de las versiones.
El material promocional de las primeras versiones de OpenBSD no tenía un tema o diseño cohesivo, pero más tarde los CD-ROMs, las canciones de las versiones, los pósteres y las camisetas de cada versión se han producido con un único estilo y tema, a veces con la contribución de Ty Semaka de los Plaid Tongued Devils. Esto se ha convertido en parte de la defensa de OpenBSD, con cada versión exponiendo un punto moral o político importante para el proyecto, a menudo a través de la parodia.
Los temas han incluido Puff the Barbarian en OpenBSD 3.3, que incluía una canción de rock de los 80 y una parodia de Conan el Bárbaro aludiendo a la documentación abierta, The Wizard of OS en OpenBSD 3.7, relacionado con el trabajo del proyecto sobre controladores inalámbricos, y Hackers of the Lost RAID, una parodia de Indiana Jones aludiendo a las nuevas herramientas RAID en OpenBSD 3.8.

## Desarrollo
El desarrollo es continuo y la gestión del equipo es abierta y escalonada. Cualquiera con los conocimientos adecuados puede contribuir, los derechos de autor se conceden en función de los méritos y De Raadt actúa como coordinador Se realizan dos versiones oficiales al año, con el número de versión incrementado en 0.1, y cada una de ellas recibe soporte durante doce meses (dos ciclos de versiones). También hay versiones Snapshot disponibles a intervalos frecuentes.
Los parches de mantenimiento para las versiones soportadas pueden aplicarse utilizando syspatch, manualmente o actualizando el sistema contra la rama de parches del repositorio de fuentes CVS para esa versión.
Alternativamente, un administrador del sistema puede optar por actualizar a la siguiente versión instantánea utilizando sysupgrade, o utilizando la rama -current del repositorio CVS, con el fin de obtener acceso previo a la versión a las características añadidas recientemente. La herramienta sysupgrade también puede actualizar a la última versión estable.
El kernel genérico de OpenBSD que se proporciona por defecto es muy recomendable para los usuarios finales, en contraste con los sistemas operativos que recomiendan la personalización del kernel por parte del usuario.
Los paquetes fuera del sistema base son mantenidos por CVS a través de un árbol de ports y son responsabilidad de los mantenedores individuales, conocidos como porters. Además de mantener actualizada la rama actual, se espera de los porters que apliquen las correcciones de errores y las correcciones de mantenimiento apropiadas a las ramas de su paquete para las versiones soportadas de OpenBSD. Los ports no suelen estar sujetos a las mismas auditorías continuas que el sistema base debido a la falta de personal.
Los paquetes binarios se construyen de forma centralizada a partir del árbol de ports para cada arquitectura. Este proceso se aplica a la versión actual, a cada versión compatible y a cada instantánea. Se recomienda a los administradores que utilicen el mecanismo de paquetes en lugar de construir el paquete desde el árbol de ports, a menos que necesiten realizar sus propios cambios en los fuentes.
Los desarrolladores de OpenBSD se reúnen regularmente en eventos especiales para realizar una Hackathon, donde "se sientan y codifican", enfatizando la productividad.
La mayoría de las nuevas versiones incluyen una canción.

## Código abierto y documentación
OpenBSD es conocido por su documentación de alta calidad.
Cuando se creó OpenBSD, De Raadt decidió que el código fuente debía estar disponible para que cualquiera pudiera leerlo. En aquella época, un pequeño equipo de desarrolladores solía tener acceso al código fuente de un proyecto. Chuck Cranor y De Raadt llegaron a la conclusión de que esta práctica era "contraria a la filosofía del código abierto" e inconveniente para los posibles colaboradores. Juntos, Cranor y De Raadt crearon el primer servidor público y anónimo del sistema de control de revisiones. La decisión de De Raadt permitió a los usuarios "tener un papel más activo" y estableció el compromiso del proyecto con el acceso abierto. OpenBSD destaca por seguir utilizando CVS (más concretamente una bifurcación no publicada y gestionada por OpenBSD llamada OpenCVS), cuando la mayoría de los proyectos que lo utilizaban han migrado a otros sistemas.
OpenBSD no incluye controladores binarios de código cerrado en el árbol de código fuente, ni tampoco código que requiera la firma de acuerdos de no divulgación.
Dado que OpenBSD tiene su sede en Canadá, no se aplican las restricciones a la exportación de criptografía de Estados Unidos, lo que permite a la distribución hacer pleno uso de los algoritmos modernos de cifrado. Por ejemplo, el espacio de intercambio se divide en pequeñas secciones y cada sección se cifra con su propia clave, lo que garantiza que los datos sensibles no se filtren a una parte insegura del sistema.
OpenBSD aleatoriza varios comportamientos de las aplicaciones, haciéndolas menos predecibles y por tanto más difíciles de atacar. Por ejemplo, los PID se crean y asocian aleatoriamente a los procesos; la llamada al sistema bind utiliza números de puerto aleatorios; los ficheros se crean con números de inodo aleatorios; y los datagramas IP tienen identificadores aleatorios. Este enfoque también ayuda a exponer fallos en el kernel y en los programas del espacio de usuario.
La política de OpenBSD sobre apertura se extiende a la documentación de hardware: en las diapositivas de una presentación de diciembre de 2006, De Raadt explicó que sin ella "los desarrolladores suelen cometer errores al escribir controladores", y señaló que "el subidón de [oh dios mío, he conseguido que funcione] es más difícil de conseguir, y algunos desarrolladores simplemente se dan por vencidos. ". Continuó diciendo que los controladores binarios suministrados por los vendedores son inaceptables para su inclusión en OpenBSD, que no tienen "ninguna confianza en los binarios de los vendedores que se ejecutan en nuestro kernel" y que no hay "ninguna manera de arreglarlos [cuando] se rompen".

## Licencia
OpenBSD mantiene una estricta política de licencia, prefiriendo la licencia ISC y otras variantes de la licencia BSD. El proyecto intenta "mantener el espíritu de los derechos de autor originales de Berkeley Unix", que permitían una "distribución de código fuente de Unix relativamente libre de cargos/gravámenes". La Licencia Apache y la Licencia Pública General de GNU, ampliamente utilizadas, se consideran demasiado restrictivas.
En junio de 2001, a raíz de la preocupación suscitada por la modificación de la licencia de IPFilter por parte de Darren Reed, se llevó a cabo una auditoría sistemática de la licencia de los ports y los árboles de código fuente de OpenBSD. En más de cien archivos del sistema se encontró código sin licencia, con licencia ambigua o en uso en contra de los términos de la licencia. Para garantizar que todas las licencias se cumplían correctamente, se intentó contactar con todos los titulares de los derechos de autor pertinentes: se eliminaron algunas piezas de código, se sustituyeron muchas y otras, como las herramientas de multidifusión de routing como mrinfo y map-mbone, fueron relicenciados para que OpenBSD pudiera seguir usándolas.
Durante esta auditoría también se eliminó todo el software producido por Daniel J. Bernstein. En aquel momento, Bernstein solicitó que todas las versiones modificadas de su código fueran aprobadas por él antes de su redistribución, un requisito al que los desarrolladores de OpenBSD no estaban dispuestos a dedicar tiempo ni esfuerzo.
Debido a problemas de licencias, el equipo de OpenBSD ha reimplementado software desde cero o ha adoptado software existente adecuado. Por ejemplo, los desarrolladores de OpenBSD crearon el PF filtro de paquetes después de que se impusieran restricciones inaceptables a IPFilter. PF apareció por primera vez en OpenBSD 3.0 y ahora está disponible en muchos otros sistemas operativos. Los desarrolladores de OpenBSD también han sustituido herramientas con licencia GPL (como CVS y pkg-config) por equivalentes con licencia permisiva.

## Funding
Aunque el sistema operativo y sus componentes portátiles se utilizan en productos comerciales, De Raadt afirma que la financiación del proyecto procede poco de la industria: "Tradicionalmente, toda nuestra financiación ha venido de donaciones de usuarios y de usuarios que compran nuestros CD (nuestros otros productos no nos dan mucho dinero). Obviamente, no ha sido mucho dinero."
Durante un periodo de dos años a principios de la década de 2000, el proyecto recibió financiación de DARPA, que "pagó los salarios de 5 personas para que trabajaran a tiempo completo, compró unos 30 000 dólares en hardware y pagó 3 hackathons", del Proyecto POSSE.
En 2006, el proyecto OpenBSD experimentó dificultades financieras. La Fundación Mozilla y GoDaddy son algunas de las organizaciones que ayudaron a OpenBSD a sobrevivir. Sin embargo, De Raadt expresó su preocupación por la asimetría de la financiación: "Creo que las contribuciones deberían haber venido en primer lugar de los vendedores, en segundo lugar de los usuarios corporativos y en tercer lugar de los usuarios individuales. Pero la respuesta ha sido casi totalmente la contraria, con una proporción de 15 a 1 a favor de los pequeños. Muchas gracias, gente pequeña".
El 14 de enero de 2014, Bob Beck lanzó una petición de financiación para cubrir los costes eléctricos. Si no se encontraba una financiación sostenible, Beck sugirió que el proyecto OpenBSD cerraría. El proyecto pronto recibió una donación de 20 000 USD de Mircea Popescu, el creador rumano de la bolsa de bitcoins MPEx, pagados en bitcoins. El proyecto recaudó 150 000 USD en respuesta al llamamiento, lo que le permitió pagar sus facturas y asegurar su futuro a corto plazo.

### Fundación OpenBSD
La Fundación OpenBSD (en inglés, OpenBSD Fundation) es una organización sin fines de lucro canadiense fundada por el Proyecto OpenBSD "como un solo punto de contacto para las personas y organizaciones que requieren una entidad jurídica para contactar cuando desean dar soporte a OpenBSD.", y también sirve como una garantía jurídica sobre otros proyectos que están afiliados con OpenBSD, incluyendo OpenSSH, OpenBGPD, OpenNTPD, OpenSMTPD, LibreSSL, mandoc y rpki-client.
Formalmente, los objetivos de la corporación son: apoyar y promover el desarrollo, avance y mantenimiento del software libre basado en el sistema operativo OpenBSD, incluyendo el propio sistema operativo y los proyectos de software libre relacionados
Fue anunciada al público por el desarrollador de OpenBSD Bob Beck el 25 de julio de 2007.

## Lanzamientos
La siguiente tabla resume el historial de lanzamientos del sistema operativo OpenBSD.
| Leyenda: | Versión antigua | Versión antigua, con servicio técnico | Versión actual | Última versión prevista | Lanzamiento futuro |

| Versión | Fecha de lanzamiento    | Soporte hasta           | Cambios significativos |
| ------- | ----------------------- | ----------------------- | --- |
| 1.1     | 18 de octubre de 1995   |                         | - Repositorio OpenBSD CVS creado por Theo de Raadt. - Si bien el número de versión utilizado en esta etapa fue 1.1, OpenBSD 1.1 no fue una versión oficial de OpenBSD en el sentido en que se utilizó posteriormente este término. |
| 1.2     | 1 de julio de 1996      |                         | - Creación de la página del manual de introducción, intro(9), para documentar los aspectos internos del kernel. - Integración de la actualización de comandos en el núcleo, update(8). - Como antes, aunque este número de versión se usó en el desarrollo inicial del sistema operativo, OpenBSD 1.2 no fue un lanzamiento oficial en el sentido aplicable posteriormente. |
| 2.0     | 1 de octubre de 1996    |                         | - El primer lanzamiento oficial de OpenBSD, y también el punto en el que XFree86 reconoció por primera vez a OpenBSD como un proyecto separado de NetBSD. - Integración inicial del sistema de FreeBSD Ports. - Reemplazo de gawk con el awk de AT&T. - Integración de zlib. - Agregado sudo. |
| 2.1     | 1 de junio de 1997      |                         | Reemplazo del sh más antiguo con pdksh |
| 2.2     | 1 de diciembre de 1997  |                         | Adición de la página del manual de post-arranque, afterboot(8) |
| 2.3     | 19 de mayo de 1998      |                         | Introducido el demonio aureolado, o bestia aureola, sólo en la cabeza, creado por Erick Green |
| 2.4     | 1 de diciembre de 1998  |                         | Presentado el demonio con halo completo, con tridente y un cuerpo terminado. |
| 2.5     | 19 de mayo de 1999      |                         | Introducción de la imagen del Demonio policia, Cop daemon, hecha por Ty Semaka |
| 2.6     | 1 de diciembre de 1999  |                         | Basado en la suite SSH original y desarrollado aún más por el equipo de OpenBSD, OpenBSD 2.6 vio la primera versión de OpenSSH, la cual ahora está disponible como estándar en la mayoría de los sistemas operativos similares a Unix, y es la suite SSH más utilizada. |
| 2.7     | 15 de junio de 2000     |                         | Soporte para SSH2 agregado a OpenSSH. |
| 2.8     | 1 de diciembre de 2000  |                         | isakmpd(8) |
| 2.9     | 1 de junio de 2001      |                         | El rendimiento del sistema de archivos aumenta con las actualizaciones de software y el código dirpref. |
| 3.0     | 1 de diciembre de 2001  |                         | E-Railed (OpenBSD Mix), una pista techno interpretada por la mascota del lanzamiento, Puff Daddy, el famoso rapero e ícono político. - Después de que se impusieran restricciones de licencia a IPFilter, se desarrolló el filtro de paquetes pf. pf ya está disponible en DragonFly BSD, NetBSD y FreeBSD. |
| 3.1     | 19 de mayo de 2002      |                         | Systemagic, donde Puffy, la Caza gatitos, lucha contra gatitos malvados, evil kitties, (en inglés). Inspirado en las obras de Rammstein y una parodia de Buffy the Vampire Slayer. - Primer agujero de seguridad remoto oficial: desbordamiento de enteros OpenSSH |
| 3.2     | 1 de noviembre de 2002  |                         | Aleta dorada, Goldflipper (en inglés), una historia en la que James Pond, el agente 077, superespía y mujeriego, lidia con los peligros de una Internet hostil. Con el estilo de las baladas introductorias orquestales de las películas de James Bond. |
| 3.3     | 1 de mayo de 2003       |                         | Puff the Barbarian, nacido en un pequeño cuenco; Puff era un esclavo, ahora atraviesa la C en busca del Martillo. Es una canción al estilo rock de los 80 y una parodia de Conan el Bárbaro que trata sobre documentación abierta. - En 2003, el código de ALTQ, que tenía una licencia que no permitía la venta de derivados, fue relicenciado, se integró en pf y estuvo disponible en OpenBSD 3.3. - Primera versión que agrega la función W^X, un diseño de permisos de memoria de grano fino, que garantiza que la memoria en la que los programas de aplicación pueden escribir no se puede ejecutar al mismo tiempo y viceversa. |
| 3.4     | 1 de noviembre de 2003  |                         | The Legend of Puffy Hood where Sir Puffy of Ramsay, un luchador por la libertad que, con Little Bob de Beckley, tomó de los ricos y se lo dio a todos. Habla de la cancelación del proyecto POSSE. Una mezcla inusual de hip-hop y música de estilo medieval, una parodia de la historia de Robin Hood que pretende expresar la actitud de OpenBSD hacia la libertad de expresión. - La plataforma i386 cambió el formato ejecutable de a.out a formato ejecutable y enlazable. - El gzip con licencia GPL se reemplazó rediseñando la herramienta compress existente para incluir su funcionalidad. - El grep con licencia GPL fue reemplazado por Freegrep de James Howard, un grep con licencia BSD actualizado. Este nuevo grep ahora también está disponible en NetBSD. - Se actualizó una diff de dominio público y se usó para reemplazar la diff con licencia GPL incluida anteriormente. - El código de la licencia LGPL se volvió a licenciar para permitir que pf presente detección pasiva del sistema operativo. - Aleatoriedad en la disposición del espacio de direcciones (Address space layout randomization, ASLR) por defecto - Se introdujo la API básica sysctl hw.sensors para el monitoreo de hardware. |
| 3.5     | 1 de mayo de 2004       |                         | CARP License y Redundancy must be free, cuando un pez que busca licenciar su protocolo de redundancia gratuito, CARP, encuentra problemas con la burocracia. Una parodia de la parodia de Fish License y Eric the Half-a-Bee Song de Monty Python, con un mensaje de patentes contra el software. - CARP, una alternativa abierta a los sistemas de redundancia HSRP y VRRP disponibles de proveedores comerciales. - Las partes con licencia GPL del conjunto de herramientas GNU, bc, dc, nm y size, fueron reemplazadas por equivalentes con licencia BSD. - La plataforma AMD64 se vuelve lo suficientemente estable para su lanzamiento y se incluye por primera vez como parte de un lanzamiento. |
| 3.6     | 1 de noviembre de 2004  |                         | Pond-erosa Puff (live) fue la historia de Pond-erosa Puff, un luchador por la libertad sin tonterías del salvaje oeste, listo para colgar una paliza a los nerds burocráticos inútiles que sobrecargan el software con palabras y restricciones innecesarias. La canción tiene el estilo de las obras de Johnny Cash, una parodia del Spaghetti Western y Clint Eastwood e inspirada en la aplicación de licencias liberales. - OpenNTPD, una alternativa compatible al daemon NTP de referencia, fue desarrollado dentro del proyecto OpenBSD. El objetivo de OpenNTPD no era únicamente una licencia compatible. También pretende ser una implementación de NTP simple y segura que proporcione una precisión aceptable para la mayoría de los casos, sin necesidad de una configuración detallada. - Debido a su historial de seguridad cuestionable y las dudas de los desarrolladores sobre un mejor desarrollo futuro, OpenBSD eliminó Ethereal de su árbol de puertos antes de su lanzamiento 3.6. - Soporte agregado para dispositivos maestros/esclavos I2C |
| 3.7     | 19 de mayo de 2005      |                         | The Wizard of OS, donde Puffathy, una pequeña niña de Alberta, debe trabajar con Taiwán para salvar el día al obtener una conexión inalámbrica sin trabas. Este lanzamiento se diseñó a partir de las obras de Pink Floyd y una parodia de El mago de Oz; esto se ocupó de la piratería inalámbrica. |
| 3.8     | 1 de noviembre de 2005  | 1 de noviembre de 2006  | Hackers of the Lost RAID, que detallaba las hazañas de Puffiana Jones, afamada hacker y aventurera, en busca de Lost RAID. Con el estilo de las series de radio de las décadas de 1930 y 1940, esta era una parodia de Indiana Jones y estaba vinculada a las nuevas herramientas RAID presentadas como parte de este liberar. Esta es la primera versión lanzada sin el daemon telnet que Theo de Raadt eliminó por completo del árbol fuente en mayo de 2005. - bioctl presentado como una nueva herramienta universal de administración de RAID (similar a ifconfig) |
| 3.9     | 1 de mayo de 2006       | 1 de mayo de 2007       | Attack of the Binary BLOB, que narra la lucha del desarrollador contra los blobs binarios y la dependencia del proveedor, una parodia de la película de 1958 The Blob y la música pop-rock de la época. - Conjunto de características mejoradas de OpenBGPD. - Compatibilidad mejorada con sensores de hardware, incluido un nuevo subsistema IPMI y un nuevo subsistema de escaneo I2C; la cantidad de controladores que usan el marco de sensores aumentó a un total de 33 controladores (en comparación con 9 en la versión anterior 3.8 hace 6 meses). |
| 4.0     | 1 de noviembre de 2006  | 1 de noviembre de 2007  | Humppa Negala, una parodia de Hava Nagila con una parte de la música de la Entrada de los gladiadores y Humppa fusionada, sin ninguna historia detrás, simplemente un homenaje a uno de los géneros musicales favoritos de los desarrolladores de OpenBSD. - Segundo agujero de seguridad remoto oficial: desbordamiento de búfer por paquetes ICMPv6 con formato incorrecto |
| 4.1     | 1 de mayo de 2007       | 1 de mayo de 2008       | Puffy Baba and the 40 Vendors, una parodia de la fábula árabe Alí Babá y los cuarenta ladrones, parte del libro Las mil y una noches, en la que se burlan de los desarrolladores de Linux por su concesión de acuerdos de confidencialidad al desarrollar software y, al mismo tiempo, implican que los proveedores de hardware son delincuentes por no publicar la documentación requerida para hacer controladores de dispositivos confiables. - Se rediseñó sysctl hw.sensors en una API de sensor de dos niveles; un total de 46 controladores de dispositivos que exportan sensores a través del marco con esta versión.. |
| 4.2     | 1 de noviembre de 2007  | 1 de noviembre de 2008  | 100001 1010101, los desarrolladores del kernel de Linux reciben un golpe por violar la licencia estilo ISC de la capa de abstracción de hardware abierto de OpenBSD para las tarjetas inalámbricas Atheros. - Se mejoró la usabilidad de sensoresd, lo que permitió el monitoreo sin configuración de sensores inteligentes desde el marco hw.sensors (por ejemplo, basado en IPMI o bio(4)) y una configuración más sencilla para el monitoreo de sensores no inteligentes.. |
| 4.3     | 1 de mayo de 2008       | 1 de mayo de 2009       | Home to Hypocrisy |
| 4.4     | 1 de noviembre de 2008  | 18 de octubre de 2009   | Trial of the BSD Knights, resume la historia de BSD, incluida la demanda de USL contra BSDi. La canción fue diseñada después de las obras de Star Wars. - El port sparc64 ahora es compatible con muchos procesadores recientes: Sun UltraSPARC IV, T1, y T2; Fujitsu SPARC64 V, VI, y VII. - Nuevo puerto System-on-a-Chip PowerPC para dispositivos Freescale - malloc(3) aleatorización, páginas de protección y aleatorización (retrasada) gratis - El marco hw.sensors es utilizado por 68 controladores de dispositivos, después de que se agregaran 7 nuevos controladores a partir de esta versión. |
| 4.5     | 1 de mayo de 2009       | 19 de mayo de 2010      | Games. Fue diseñado después de las obras de Tron. - El marco hw.sensors es utilizado por 72 controladores de dispositivos. |
| 4.6     | 18 de octubre de 2009   | 1 de noviembre de 2010  | Planet of the Users. Al estilo de Planet of the Apes, Puffy viaja en el tiempo para encontrar una distopía simplificada, donde "un hombre muy rico que maneja la tierra con una multinacional". Desde entonces, el software de código abierto ha sido reemplazado por computadoras de un solo botón, televisores de un canal y software de código cerrado que, después de comprarlo, se vuelve obsoleto antes de que tenga la oportunidad de usarlo. La gente subsiste con Cuando el destino nos alcance. El tema principal se interpreta en el estilo reggae rock de The Police. - smtpd(8), servidor SMTP separado por privilegios. - multiplexor de terminales tmux(1). - El marco hw.sensors es utilizado por 75 controladores de dispositivos |
| 4.7     | 19 de mayo de 2010      | 1 de mayo de 2011       | I'm Still Here |
| 4.8     | 1 de noviembre de 2010  | 1 de noviembre de 2011  | El Puffiachi. - iked(8) daemon IKEv2 - ldapd(8) daemon LDAP |
| 4.9     | 1 de mayo de 2011       | 1 de mayo de 2012       | The Answer. - Control del daemon rc.d(8) |
| 5.0     | 1 de noviembre de 2011  | 1 de noviembre de 2012  | What Me Worry?. |
| 5.1     | 1 de mayo de 2012       | 1 de mayo de 2014       | Bug Busters. La canción fue diseñada después de las obras de Ghostbusters. |
| 5.2     | 1 de noviembre de 2012  | 1 de noviembre de 2013  | Aquarela do Linux. - nginx(8) HTTP server - SSLv2 deshabilitado |
| 5.3     | 1 de mayo de 2013       | 1 de mayo de 2014       | Blade Swimmer. La canción tiene el estilo de las obras de Roy Lee, una parodia de Blade Runner. - Ejecutables independientes de posición (PIE) por defecto para siete plataformas de hardware. |
| 5.4     | 1 de noviembre de 2013  | 1 de noviembre de 2014  | Our favorite hacks, una parodia de My Favorite Things. |
| 5.5     | 1 de mayo de 2014       | 1 de mayo de 2015       | Wrap in Time. - signify(1) cryptographic signatures of release and packages - time_t de 64 bits en todas las plataformas (listo para Y2K38) |
| 5.6     | 1 de noviembre de 2014  | 18 de octubre de 2015   | Ride of the Valkyries. - LibreSSL bifurcación de OpenSSL - Apache HTTPD eliminado de la base |
| 5.7     | 1 de mayo de 2015       | 29 de marzo de 2016     | Source Fish. - utilidad rcctl(8) para controlar demonios - nginx(8) eliminado de la base - procfs has sido removido |
| 5.8     | 18 de octubre de 2015   | 1 de septiembre de 2016 | 20 years ago today, Fanza, So much better, A Year in the Life. (lanzamiento del 20 aniversario) - doas(1) replacement of sudo doas(1) reemplazo de sudo |
| 5.9     | 29 de marzo de 2016     | 11 de abril de 2017     | - Restricción del proceso pledge(2). - Doctor W^X, Systemagic (Anniversary Edition). - restricción del proceso de pledge(2) |
| 6.0     | 1 de septiembre de 2016 | 9 de octubre de 2017    | Another Smash of the Stack, Black Hat, Money, Comfortably Dumb (the misc song), Mother, Goodbye y Wish you were Secure, canciones de lanzamiento, parodias de The Wall, Comfortably Numb y Wish You Were Here de Pink Floyds. - vmm(4) virtualización (deshabilitada por defecto). - Se eliminó la compatibilidad con vax y SPARC de 32 bits |
| 6.1     | 11 de abril de 2017     | 15 de abril de 2018     | Winter of 95, una parodia de Summer of '69. - syspatch(8) utilidad para actualizaciones del sistema de base binaria - nueva plataforma arm64 |
| 6.2     | 9 de octubre de 2017    | 18 de octubre de 2018   | A three-line diff - inteldrm(4) dispositivos Skylake/Kaby Lake/Cherryview. - clang(1) compilador del sistema base en plataformas i386 y amd64compilador del sistema base en plataformas i386 y amd64compilador del sistema base en plataformas i386 y arm64 |
| 6.3     | 2 de abril de 2018      | 3 de mayo de 2019       | - SMP es compatible con las plataformas arm64. - Varias partes de la pila de red ahora se ejecutan sin KERNEL_LOCK(). - Se han realizado varias mejoras de seguridad, incluidas las mitigaciones de Meltdown/Spectre (variante 2). El microcódigo de la CPU Intel se carga en el arranque en arm64. - pledge() se ha modificado para admitir "execpromises" (como el segundo argumento). |
| 6.4     | 18 de octubre de 2018   | 17 de octubre de 2019   | - unveil(2) restricción de visibilidad del sistema de archivos. |
| 6.5     | 24 de abril de 2019     | 19 de mayo de 2020      | - Compatibilidad con el análisis de hw.sensors de altitud y velocidad terrestre NMEA 0183. - Xenocara: Xorg (X Window Server) ya no es setuid setuid. |
| 6.6     | 17 de octubre de 2019   | 18 de octubre de 2020   | - sysupgrade(8) automatiza las actualizaciones a nuevas versiones o instantáneas. - amdgpu(4) controlador de vídeo GPU AMD RADEON. |
| 6.7     | 19 de mayo de 2020      | 1 de mayo de 2021       | - Hizo que ffs2 sea el tipo de sistema de archivos predeterminado en las instalaciones, excepto para landisk, luna88k y sgi. |
| 6.8     | 18 de octubre de 2020   | 14 de octubre de 2021   | - Lanzamiento del 25.º aniversario. - Nueva plataforma powerpc64. |
| 6.9     | 1 de mayo de 2021       | 21 de abril de 2022     | - 50.º lanzamiento. |
| 7.0     | 14 de octubre de 2021   | 20 de octubre de 2022   | - 51.º lanzamiento. - Nueva plataforma riscv64. |
| 7.1     | 21 de abril de 2022     | 10 de abril de 2023     | - 52.º lanzamiento. - El soporte de loongson se suspendió temporalmente para esta versión. |
| 7.2     | 20 de octubre de 2022   | Noviembre de 2023       | - 53.º lanzamiento. |
| 7.3     | 10 de abril de 2023     | Mayo de 2024            | - 54.º lanzamiento. - Permisos inmutables en las regiones del espacio de direcciones. - Soporte xonly en muchas arquitecturas. |
| Versión | Fecha de lanzamiento    | Soporte hasta           | Cambios significativos |